# بابلو ريبيتو
بابلو ريبيتو (بالإسبانية: Pablo Repetto) (14 مارس 1974 بمونتفيدو في الأوروغواي - ) هو مدرب كرة قدم ولاعب كرة قدم أوروغواني في مركز الدفاع. لعب مع إنديبندينتي ديل فال.

## وصلات خارجية
- بابلو ريبيتو على موقع قاعدة بيانات كرة القدم.إي يو (الإنجليزية)
- بابلو ريبيتو على موقع Soccerway.com (الإنجليزية)
- بابلو ريبيتو على موقع عالم كرة القدم.نت (الإنجليزية)